# San Pedro (Barva)
San Pedro è un distretto della Costa Rica facente parte del cantone di Barva, nella provincia di Heredia.
San Pedro comprende 7 rioni (barrios):
- Bosque
- Calle Amada
- Espinos
- Máquina
- Morazán
- Puente Salas
- Segura